# Вильнёв-де-Бер
Вильнёв-де-Бер (фр. Villeneuve-de-Berg, окс. Vilanòva de Berg) — коммуна во Франции, находится в регионе Рона — Альпы. Департамент коммуны — Ардеш. Административный центр кантона Вильнёв-де-Бер. Округ коммуны — Ларжантьер.
Код INSEE коммуны — 07341.

## Население
Население коммуны на 2008 год составляло 2845 человек.
| 1962 | 1968 | 1975 | 1982 | 1990 | 1999 | 2008 |
| ---- | ---- | ---- | ---- | ---- | ---- | ---- |
| 1283 | 1501 | 1624 | 1992 | 2290 | 2429 | 2845 |

## Экономика
В 2007 году среди 1682 человек в трудоспособном возрасте (15—64 лет) 1125 были экономически активными, 557 — неактивными (показатель активности — 66,9 %, в 1999 году было 66,2 %). Из 1125 активных работали 975 человек (502 мужчины и 473 женщины), безработных было 150 (78 мужчин и 72 женщины). Среди 557 неактивных 164 человека были учениками или студентами, 172 — пенсионерами, 221 были неактивными по другим причинам.

## Известные уроженцы
- Огюстен Баррюэль (1741—1820) — французский священнослужитель, аббат, иезуит, публицист, полемист, эссеист, критик масонства и революции.
- Антуан Кур (1696—1760) — французский священник и историк.

## Фотогалерея
- Вильнёв-де-Бер
- Памятник Оливье де Сер
- Городские ворота
- Карта коммуны